# Proroblemma testa
Proroblemma testa là một loài bướm đêm trong họ Erebidae.